# Sverige ved vinter-OL 2022
Sverige deltog ved vinter-OL 2022 i Beijing, Kina i perioden 4. – 20. februar 2022.

## Medaljer
| 2022 Beijing | Guld | Sølv | Bronze | Total |
| Sverige      | 8    | 5    | 5      | 18    |

### Medaljevindere
| Sverige under vinter-OL 2022 i Beijing | Sverige under vinter-OL 2022 i Beijing                      | Sverige under vinter-OL 2022 i Beijing | Sverige under vinter-OL 2022 i Beijing | Sverige under vinter-OL 2022 i Beijing |
| Medalje                                | Navn                                                        | Sport                                  | Event                                  | Dato                                   |
| -------------------------------------- | ----------------------------------------------------------- | -------------------------------------- | -------------------------------------- | -------------------------------------- |
| Guld                                   | Walter Wallberg                                             | Freestyle skiløb                       | Mændenes pukkelpist                    | 5. februar                             |
| Guld                                   | Nils van der Poel                                           | Hurtigløb på skøjter                   | Mændenes 5000 m                        | 6. februar                             |
| Guld                                   | Sara Hector                                                 | Alpint skiløb                          | Kvindernes storslalom                  | 7. februar                             |
| Guld                                   | Nils van der Poel                                           | Hurtigløb på skøjter                   | Mændenes 10000 m                       | 11. februar                            |
| Guld                                   | Jonna Sundling                                              | Langrend                               | Kvindernes sprint                      | 8. februar                             |
| Sølv                                   | Maja Dahlqvist                                              | Langrend                               | Kvindernes sprint                      | 8. februar                             |
| Sølv                                   | Elvira Öberg                                                | Skiskydning                            | Kvindernes 7,5 km sprint               | 11. februar                            |
| Bronze                                 | Oskar Eriksson Almida de Val                                | Curling                                | Mixed                                  | 8. februar                             |
| Bronze                                 | Henrik Harlaut                                              | Freestyle skiløb                       | Mændenes big air                       | 9. februar                             |
| Bronze                                 | Maja Dahlqvist Ebba Andersson Frida Karlsson Jonna Sundling | Langrend                               | Kvindernes 4×5 km stafet               | 12. februar                            |